# Gnat (chanson d'Eminem)
Pour les articles homonymes, voir Gnat.
Singles de Eminem
Godzilla
(2020)
Gnat est une chanson du rappeur américain Eminem, sortie le 18 décembre 2020 le même jour que Music to Be Murdered By: Side B. Elle a été accompagnée d'un clip vidéo réalisé par Cole Bennett qui avait réalisé précédemment le clip Godzilla la même année.